# 아라트나다라
아라트나다라(Aratnadara, 阿剌忒納答剌, ? ~ 1331년 음력 1월 15일(2월 22일)는 원(元) 혹은 대원울루스(大元 Ulus)의 황족으로, 후에 원 문종(元文宗)이 되는 툭 테무르의 아들이다. 황태자에 임명되었으나 아버지보다 앞서 사망하면서 황제/카안(Qa'an) 자리에 오르지 못했다.
『원사(元史)』 등의 한문 사료에는 '阿剌忒納答剌'로 기록되었다.

## 개요
툭 테무르의 아들로 테어났으며, 동생 엘 테구르와 타이핑누가 있었다.
천력(天曆) 원년(1328), 아버지 툭 테무르가 천력지변(天曆之變)을 제압하고 자야아투 카안으로 즉위한 즈음에, 아라트나다라는 사료상에 처음 나타난다. 동년에는 툭 테무르가 즉위 이전에 자신의 오르드로서 고용한 공장 150명을 아라트나다라에게 준 것이 기록되어 있다.
지순(至順) 원년(1330) 2월, 황후 부다시리(Budasiri)와 함께 불계를 받고 3월에는 세조(世祖) 쿠빌라이(Khubilai)의 황태자 친킴의 왕호였던 '연왕(燕王)' 자리를 받았다. 동시에 정2품의 궁상부(宮相府)가 창설되었으나, 이는 툭 테무르를 괴뢰로 삼은 실력자 엘 테무르가 이끌게 되었다.
같은해 8월, 세조의 탄생을 축하하여 수도 대도(大都)에서 불사(佛事)가 7일간에 걸쳐 행해졌으나, 이때 어사대(御史臺) 신하는 아라트나다라를 황테자로 하도록 툭 테무르에게 청하였다. 그러나 툭 테무르는 "짐의 아들은 아직 어리고 이전에 친킴이 연왕이었을 때의 나이에 이르지 않았따. 엘 테무르가 오는 것을 기다렸다가, 협의하도록 하라"고 답하였고, 아라트나다라의 황태자 취임을 인정하지 않았다. 또한 같은해 10월 왕(王)들과 대신들이 다시 아라트나다라를 황태자로 할 것을 요청하였을 때, 마찬가지로 아라트나다라가 아직 어린 것을 이유로 이를 인정하지 않았다.
그러나 같은해 12월 툭 테무르는 방침을 바꿔 아라트나다라를 황태자로 하기로 결정, 12월 2일(양력 1월 18일)에 종묘에 제를 올리고, 3일 후인 12월 5일(양력 1월 21일)에 조서를 내려 정식으로 천하에 알렸다. 다시 3일 후에는 감찰어사(監察御史)가 이전 쿠빌라이가 친킴을 요수(姚燧) 등 노신을 보좌로 하여 맡긴 것처럼, 아라트나다라에게 보좌를 붙여줄 것을 진언하였고, 툭 테무르는 이 진언을 따랐다.
그러나 아라트나다라는 황태자에 책봉된 지 1개월 후인 지순 2년 1월 15일(양력 1331년 2월 22일) 사망했다. 갑작스러운 사망 원인은 원사, 원사연의 등에는 등장하지 않는다. 때문에 동생 엘 테구스가 다음 황태자로 올랐지만, 메르키트 바얀(Merkid Bayan)의 책책략에 의해 원 명종(元 明宗) 코실라(Qosila)의 아들들인 린친발과 토곤 테무르가 제위에 오르게 되었고, 툭 테무르의 아들들은 즉위하지 못했다.
『원사(元史)』 권107 「표(表)2·종실세계표(宗室世系表)」에 동생 엘 테구스와 타이핑누와 함께 자손이 없었다고 기록되어 있으며, 툭 테무르의 가계는 단절되었다.

## 회왕 툭 테무르 가문
- 툭 테무르(Toq temür, 圖帖睦爾), 원 문종(元文宗)
  - 아라트나다라(Aratnadara, 阿剌忒納答剌)
  - 엘 테구스(El tegüs, 燕帖古思)
  - 타이핑누(Taipingnu, 太平訥)

## 참고문헌
- 宮紀子, 『モンゴル時代の「知」の東西』, 名古屋大学出版会, 2018年
- 『新元史』卷114 「列傳11」
- 『蒙兀兒史記』卷77 「列傳59」